# Przymiotno białe
Przymiotno białe (Erigeron annuus (L.) Desf) – gatunek roślin należący do rodziny astrowatych. 

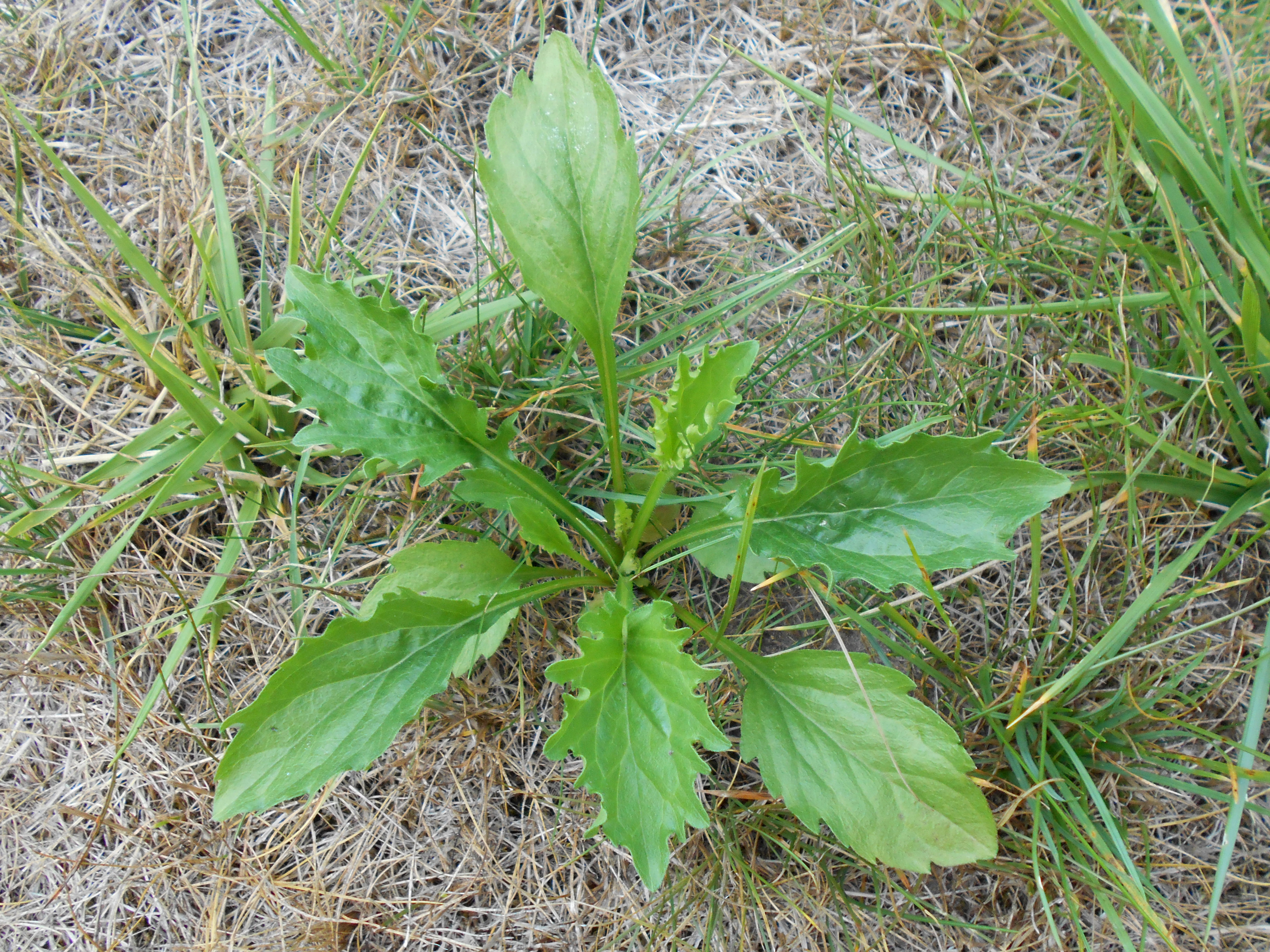
Rozeta liści odziomkowych

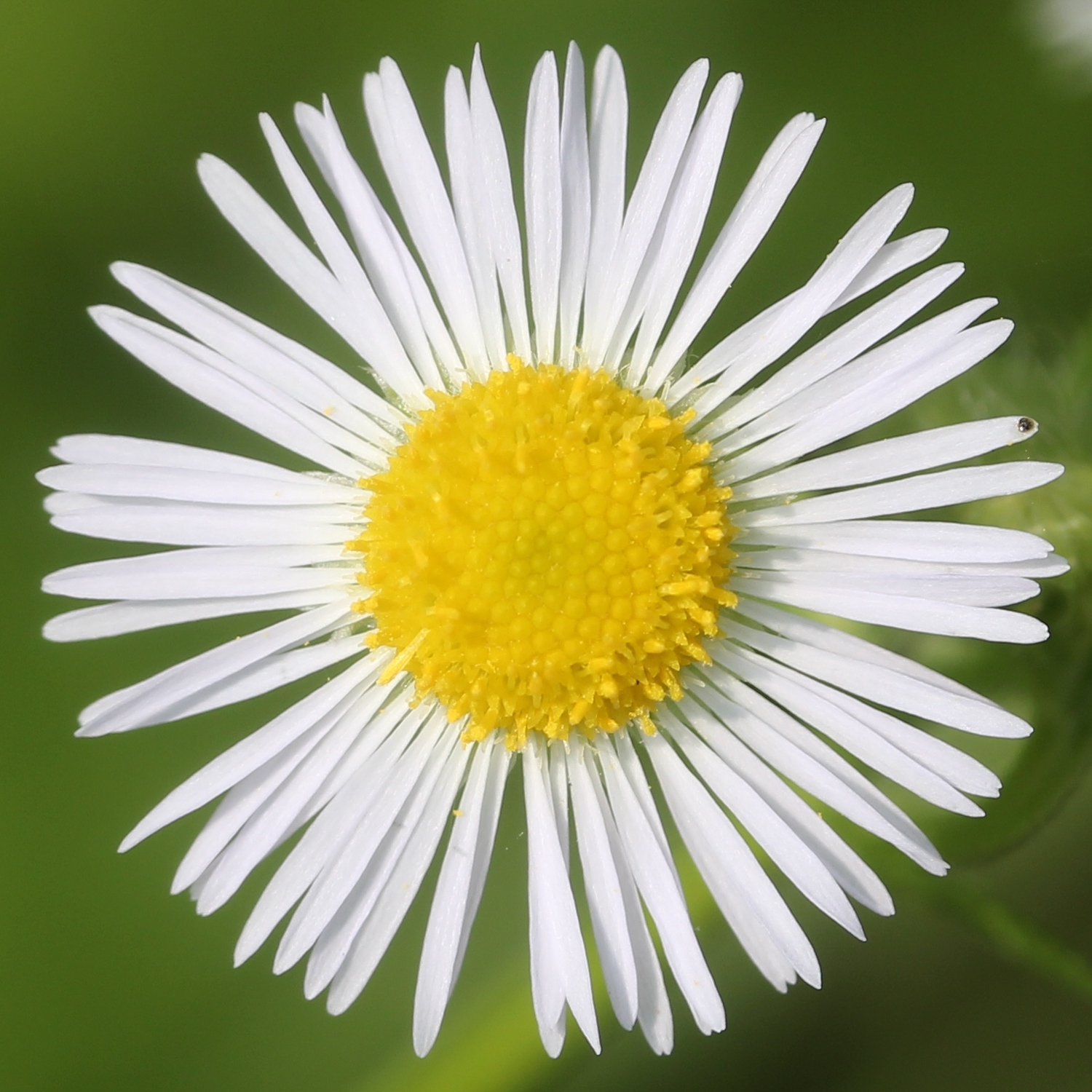
Koszyczek

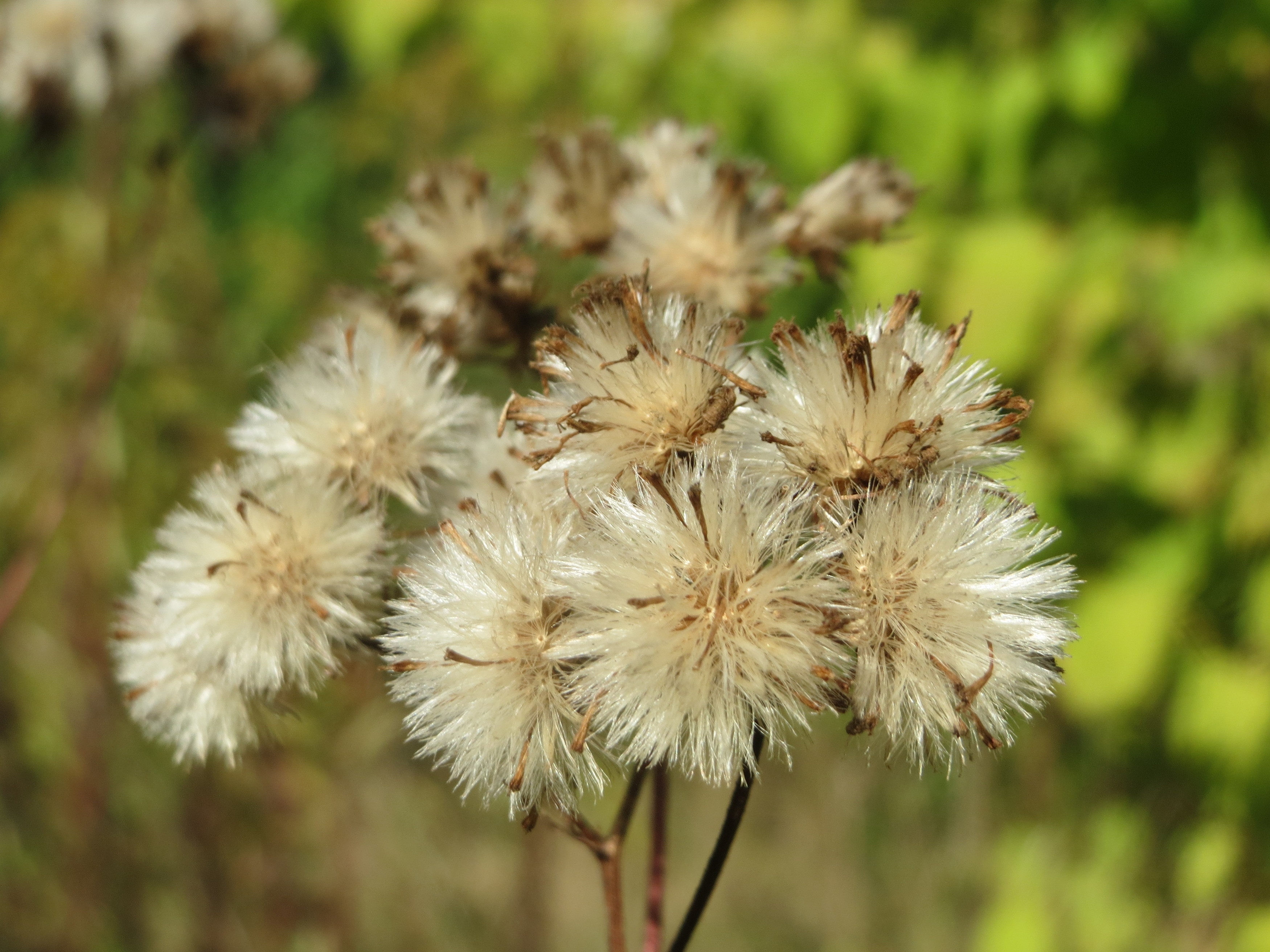
Owoce

## Rozmieszczenie geograficzne
Gatunek rodzimy we wschodniej i środkowej części Ameryki Północnej. Jako gatunek obcy rozprzestrzeniony został także w zachodniej części tego kontynentu, w Ameryce Środkowej, na rozległych obszarach Europy i Azji oraz na wyspie Reunion. W Polsce jest kenofitem i jest bardzo pospolity. Występuje zarówno na niżu, jak i w niższych położeniach górskich.

## Morfologia
ŁodygaProsta, ulistniona, w górze gałęzista, o wysokości do 90 cm. Jest dość obficie ulistniona i rzadko, odstająco owłosiona.
LiścieDolne są odwrotnie jajowate, lub eliptyczne, gruboząbkowane, o nasadzie klinowato zbiegającej w długi ogonek. Liście górne szeroko lancetowate lub lancetowate, z nielicznymi, grubymi ząbkami lub prawie całobrzegie.
KwiatyKwiaty zebrane w liczne koszyczki, te zaś z kolei w kwiatostan złożony mający postać baldachokształtnej wiechy. Koszyczki mają średnicę wraz z kwiatami języczkowymi sięgającą do 2–3 cm. Szczytowy koszyczek wyrasta niżej od pozostałych. Okrywa w nasadzie nieco zwęża się. Listki okrywy tworzą 2–3 szeregi, wszystkie są niemal tej samej długości, są ostro zakończone, nagie lub słabo owłosione. Brzeżne kwiaty języczkowe są czerwonoliliowe lub białe (rzadziej), tworzą dwa szeregi i wszystkie są kwiatami żeńskimi.  Długość kwiatów języczkowych jest równa średnicy koszyczka i sięga ok. 1 cm. Wewnątrz koszyczka znajdują się żółte obupłciowe kwiaty rurkowe.
OwoceNiełupki z puchem kielichowym. U kwiatów w zewnętrznym szeregu włoski puchu kielichowego wyrastają w jednym szeregu, u kwiatów z wewnętrznego szeregu w dwóch szeregach, przy czym włoski szeregu wewnętrznego są dużo dłuższe od włosków szeregu zewnętrznego.
Gatunek podobnyPrzymiotno gałęziste Erigeron ramosus różni się liśćmi łodygowymi całobrzegimi, kwiatami języczkowatymi krótszymi niż średnica okrywy koszyczka, zwykle wystającymi do 5 mm poza okrywę.

## Biologia i ekologia
Roślina dwuletnia lub bylina, hemikryptofit. Występuje w miejscach ruderalnych, na przydrożach, ugorach, w uprawach rolniczych jako chwast, a także w suchych murawach. Kwitnie od czerwca do października. Liczba chromosomów 2n = 26, 27, 36 (wyjątkowo 54). Jest owadopylna i wiatrosiewna.